# Голубой Нил
Голубо́й Нил или Бахр-эль-А́зрак (араб. البحر الازرق‎ или араб. النيل الأزرق‎, Эн-Ниль-эль-Азрак), на тер. Эфиопии — Абба́й (амх. ጥቁር አባይ, букв. «чёрный») — река в Эфиопии и Судане, правый приток Нила. Длина — 1783 км.

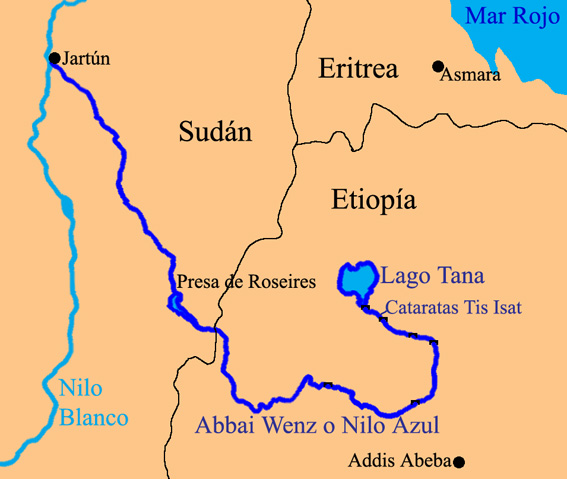

Берёт начало из озера Тана (Эфиопское нагорье) на высоте 1830 м. Сток из озера зарегулирован плотиной с гидроэлектростанцией. Голубой Нил судоходен на 580 км от устья.
Верхнее течение в пределах Эфиопского нагорья носит название Аббай. На протяжении 500 км течёт в каньоне глубиной 900—1200 м. В Эфиопии считается священной рекой, вытекающей из Эдема. В этой связи ей приносят дары в виде хлеба и других продуктов.
На территории Судана река носит название Бахр-эль-Азрак (от араб. бахр — «море» и азрак — «голубой»). На суданской территории сооружено крупное водохранилище у города Росейрес.
У города Хартум Голубой Нил сливается с Белым Нилом, образуя реку Нил.
В сезон дождей составляет 60 % стока Нила, в сухой сезон сильно мелеет. В нижнем течении используется для орошения полей хлопчатника и водоснабжения. Во влажный сезон средний расход воды 2350 м³/с.
В 2011 году началось строительство «Великой Эфиопской плотины Возрождения», включающей в себя крупнейшую в Африке ГЭС из 16 радиально-осевых гидроагрегатов, суммарной установленной мощностью 6450 МВт. Ввод в эксплуатацию первых гидроагрегатов и начало заполнения водохранилища запланирован на 2018 год. Эфиопия начала заполнение водохранилища в начале июля 2020 года